# Industrialisierung der Stadt Heidenheim
Die Industrialisierung der Stadt Heidenheim begann Anfang des 19. Jahrhunderts mit der Ansiedlung einiger Firmen in der Stadt. Nach der Wirtschaftskrise von 1845 bis 1855 erholte sich die Stadt wirtschaftlich wieder und entwickelte sich immer mehr zur Industriestadt.

## Ausgangslage
Heidenheim an der Brenz befand sich Anfang des 19. Jahrhunderts in einer denkbar schlechten Ausgangslage. Geographisch gesehen war Heidenheim weder an eine große Handelsstraße noch ans Eisenbahnnetz angeschlossen. Außerdem hatte Heidenheim mit einem starken Rohstoffmangel zu kämpfen. Die nicht schiffbare Brenz, die quer durch Heidenheim fließt, war die einzige Möglichkeit, Energie zu gewinnen, weshalb man sich auch sehr um neue und bessere Wasserräder und Turbinen bemühte. Die wichtigsten Erwerbszweige waren Leinenweberei, Leinwandhandel und vor allem die Landwirtschaft. Die Bevölkerung bestand aus 310 Einwohnern.

## Anfänge der Industrialisierung in Heidenheim
Zwischen 1810 und 1831 wurden im Raum Heidenheim 15 Fabriken gegründet. Zwölf davon waren in der Textilbranche angesiedelt, die restlichen drei waren ein Papier- und zwei Metallproduktionsbetriebe. Den zwischenzeitlichen Höhepunkt stellte die Gewerbeausstellung im April 1842 dar. Zwischen 1845 und 1855 erfuhr die Heidenheimer Industrie und Wirtschaft wie ganz Baden und Württemberg eine tiefe Krise. So musste zum Beispiel die Maschinenwerkstätten von Holmes und Rowlandson geschlossen werden. Die Gewerbesteuer nahm um bis zu 4 Prozent ab.

## Aufschwung der Heidenheimer Industrie
Als Heidenheim 1864 an die Brenzbahn angeschlossen wurde, trug das erheblich zu besseren Import- und Exportbedingungen bei und entlastete zudem die Weißensteiner Steige, die bis dahin einziger Transportweg in größere Städte wie Göppingen oder Stuttgart war. Wohl größter Faktor für den wirtschaftlichen Aufschwung war die Gründung der Württembergische Cattun-Manufaktur AG (WCM) 1856. Die von Robert Meebold geleitete Textilproduktion erlebte nach anfänglichen Startschwierigkeiten vor allem zwischen 1880 und 1890 ihre Blütezeit, die WCM war das wichtigste Unternehmen in der Stadt. Doch auch die Spinnerei und Bleicherei von Ludwig Hartmann wurde nach der Übernahme durch seine drei Söhne zu einer der treibenden Kräfte des Aufschwungs. Nach Teilung der Firma machte Paul Hartmann 1873 aus der Spinnerei eine Fabrik für die Produktion von Verbandsstoffen. Das dritte wichtige Unternehmen war Voith, das sich aus der kleinen Schlosserei von Johann Matthäus Voith entwickelte, aber erst nach der Übernahme durch seinen Sohn Friedrich Voith und einem erheblichen Ausbau zu expandieren begann. Neben Papiermaschinen produzierte Voith ab 1870 auch Turbinen, die durch entscheidende elektrotechnische Weiterentwicklungen zum wichtigsten Verkaufszweig wurden. Für den Aufschwung von Bedeutung waren auch die Textilunternehmen Zoeppritz und C. F. Plouquet.

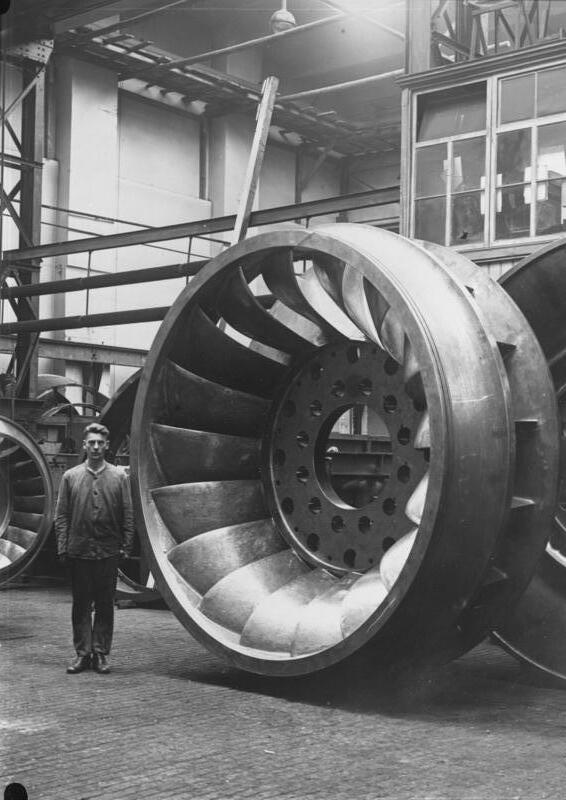
Wasserkraft-Turbine der Firma Voith um 1900

## Auswirkungen der Industrialisierung
Auf Grund der florierenden Wirtschaft erlebte Heidenheim um die Wende vom 19. zum 20. Jahrhundert einen enormen Bauboom. Die einzelnen Firmen errichteten Arbeitersiedlungen, meist direkt neben den Fabrikgebäuden. Am Siechenberg und dem Ottilienberg dagegen befanden sich die Villen der Unternehmer und leitenden Beamten. Außerdem entstanden in den einzelnen Betrieben Arbeiterorganisationen, so zum Beispiel der Verein Voithscher Arbeiter (VVA).